# Anubis en het Pad der 7 Zonden
Anubis en het Pad der 7 Zonden (traducción al español: Anubis y el camino de los 7 pecados) es una película belga-holandesa, versión de la serie de televisión, Het Huis Anubis. Está dirigida por Dennis Botts, y escrita por Alexandra Penrhyn y Anjali Taneja. Está Protagonizada por Loek Beernink, Achmed Akkabi, Vincent Banic, y Filip Bolluyt. Fue estrenada el 8 de octubre de 2008 en los Países Bajos y fue la película holandesa más exitosa de 2008.

## Sinopsis
Los residentes de la Casa de Anubis, realizan un viaje escolar a Croacia, pero cuando el autobús se descompone, se encuentran en un pueblo embrujado y hay otra dimensión en una zona horaria medieval. Para salvarse y regresar a casa, deben seguir un camino y cumplir siete tareas basadas en los siete pecados capitales.

## Reparto
- Loek Beernink como Nienke Martens
- Iris Hesseling como Amber Rosenbergh
- Lucien van Geffen como Fabian Ruitenburg
- Vincent Banić como Mick Zeelenberg
- Vreneli van Helbergen como Patricia Soeters
- Marieke Westernenk como Joyce van Bodegraven
- Achmed Akkabi como Appie Tayibi
- Sven de Wijn como Jeroen Cornelissen
- Gamze Tazim como Noa van Rijn
- Walter Crommelin como Victor Emmanuel Rodenmaar Junior
- Ton Feil como Ari van Swieten
- Egbert Jan Weeber como Rohan de Beaufort
- Maryam Hassouni como Charlotte de Beaufort